# Flaming Cliffs
Le site des Flaming Cliffs, connu aussi comme Bayanzag, parfois Bain-Dzak (mongol : Баянзаг, riche en  saxaul), et son nom alternatif mongol : Улаан Эрэг (falaises rouges), est une suite de reliefs découpés dans la formation géologique de Djadokhta. Le site se trouve en Mongolie, dans la partie nord-ouest du désert de Gobi située dans la province de Ömnögovi.
La région est célèbre également pour les importantes découvertes de fossiles qui y ont été faites. Le nom de Flaming Cliffs a été donné par le paléontologue américain Roy Chapman Andrews qui visita ce site dans les années 1920. La région est réputée pour être le site de la première découverte d’œufs de dinosaures. D'autres découvertes dans la région comprennent des spécimens de Velociraptor et de mammifères euthériens.
Le nom de ce site, falaises flamboyantes, vient de la couleur rouge ou orange des falaises de grès (en particulier au coucher du soleil).

Vue panoramique des Flaming Cliffs.

## Fossiles de dinosaures
Voici les fossiles de dinosaures qui ont été trouvés dans les Flaming Cliffs :
Théropodes :
- Ornithomimidés : Gallimimus, Deinocheirus[5]
- Tyrannosauridés :  Alioramus, Tarbosaurus
- Maniraptora : Velociraptor, Saurornithoides, Mononykus, Almas
- Therizinosauridés :  Therizinosaurus
- Oviraptoridés : Oviraptor

Ornithischiens
- Hadrosauridés :  Charonosaurus, Saurolophus
- Ceratopsiens :  Protoceratops